# Ornitoza
Ornitoza, zwana także papuzicą – odzwierzęca choroba zakaźna, wywołana przez drobnoustrój Chlamydia psittaci.
Człowiek zaraża się najczęściej od ptactwa domowego i gospodarskiego (papugi, kanarki, indyki, kaczki, gołębie) wskutek wdychania (droga kropelkowa) pyłu, cząsteczek zawierających drobiny wysuszonego kału. Opisywane są również zakażenia od chorego człowieka, które charakteryzują się cięższym przebiegiem.

## Przebieg choroby
Wrotami zakażenia jest układ oddechowy. Chlamydia psittaci przytwierdza się do nabłonka dróg oddechowych i następnie drogą krwionośną rozprzestrzenia się do układu siateczkowo-śródbłonkowego. Dochodzi to wtórnej bakteriemii i tą drogą dochodzi do zajęcia narządów wewnętrznych (najczęściej płuc, ale możliwe jest też zajęcie serca, wątroby, OUN). Okres wylęgania choroby wynosi 5–15 dni a choroba przebiega dwuetapowo:
- faza pierwsza – dominują niespecyficzne objawy takie jak:
  - gorączka, początkowo poniżej 39°C, w drugim tygodniu w przypadku braku leczenia przekraczająca tę barierę,
  - dreszcze,
  - uczucie zmęczenia i rozbicia,
  - fotofobia – nadwrażliwość na światło,
  - bóle mięśni,
  - krwawienie z nosa,
  - bóle brzucha,
  - nudności lub wymioty,
  - objawy pobudzenia lub splątania,
- faza druga, w której dominują objawy, takie jak suchy, bolesny kaszel, krwioplucie, ból w klatce piersiowej.

Czas trwania choroby wynosi 2-3 tygodnie, zdrowienie może przeciągać się do 6-9 tygodni.
Choroba w 1% przypadków może się zakończyć śmiercią (w epoce przed antybiotykoterapią dochodziła do 20%).

## Objawy chorobowe
Specyficzne objawy chorobowe, które nasuwają podejrzenie ornitozy to:
- względna bradykardia, czyli wolna akcja serca w stosunku do podwyższonej temperatury ciała,
- splenomegalia,
- hepatomegalia niekiedy z towarzyszącą jej żółtaczką,
- bóle mięśni, którym towarzyszy zwiększenie ich napięcia,
- plamy Hordera występujące na skórze twarzy.

## Postacie choroby
Ornitoza może przebiegać klinicznie jako:
- zespół rzekomogrypowy bez zapalenia płuc,
- zapalenie płuc łagodne lub ciężkie,
- ostra niewydolność oddechowa,
- sepsa,
- wstrząs septyczny.

## Rozpoznanie
O rozpoznaniu decyduje wywiad potwierdzający kontakt z ptactwem oraz występowanie powyżej opisanych objawów chorobowych.
Specyficzne dla ortnitozy badania to:
- dodatni wynik hodowli materiału biologicznego uzyskanego z dróg oddechowych pacjenta,
- wzrost mian przeciwciał (przynajmniej czterokrotne w odczynie wiązania dopełniacza),
- w badaniu histopatologicznym – obecność tzw. ciałek Levinthal-Cole-Lillie czyli makrofagów z obecnością wtrętów cytoplazmatycznych oraz nieserowaciejącej ziarniny.

## Leczenie
Leczeniem z wyboru jest stosowanie doksycykliny.
W lżejszych wypadkach możliwe jest stosowanie jej doustnie w warunkach domowych (pierwszego dnia 200 mg, następnie przez 2–3 tyg 100 mg). W cięższych postaciach zachodzi konieczność hospitalizacji i dożylnego podawania preparatów doksycykliny. Dwu- trzytygodniowe stosowanie antybiotyku zmniejsza ryzyko nawrotu choroby.
Lekiem drugiego rzutu (u osób uczulonych na tetracykliny lub u dzieci) są makrolidy. Trzeciorzutową terapią jest stosowanie chloramfenikolu.

## Profilaktyka
- stosowanie odzieży ochronnej przez osoby mające kontakt z ptactwem
- częste usuwanie odchodów ptasich i mycie klatek
- unikanie kontaktów w przypadku występowania objawów chorobowych u zwierząt
- kwarantanna w przypadku importu ptactwa (30–45 dni)